# Asiak River
Asiak River är ett vattendrag i Kanada.   Det ligger i territoriet Nunavut, i den centrala delen av landet, 3 300 km nordväst om huvudstaden Ottawa.
Trakten runt Asiak River består i huvudsak av gräsmarker. Trakten runt Asiak River är nära nog obefolkad, med mindre än två invånare per kvadratkilometer.